# 水平対向2気筒

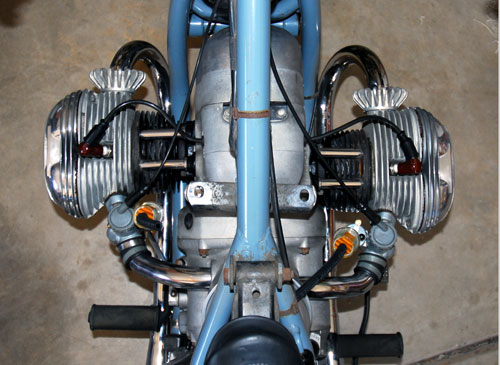
1967年式BMW R50/2の水平対向2気筒。クランクシャフトのクランクピン1つ分左右のシリンダーが若干ずれて配置されている。

水平対向2気筒（すいへいたいこうにきとう）はレシプロエンジン等のシリンダー配列形式の1つで、2個のシリンダーが水平に対向して配置されている形式である。当記事ではもっぱららピストン式内燃機関のそれについて述べる。日本国外ではフラット・ツイン（Flat-Twin）とも呼ばれ、F2と略されることもある。最も一般的な水平対向2気筒エンジンはボクサー・ツイン・エンジンである。
水平対向2気筒設計は1896年にカール・ベンツによって特許が取られ、初めて生産された水平対向2気筒エンジンは1900年に発売された自動車ランチェスター・8 hpフェートンに使われた。水平対向2気筒エンジンは以後その他いくつかの自動車で使われたが、より一般的な用途はオートバイである。初期のオートバイは気筒をフレームに直列に配向していたが、その後のモデルはフレームに対して気筒を垂直に配置する形式に移行し、これによって両方の気筒が均等に冷却できるようおになった。
水平対向2気筒エンジンは1930年代までは航空機、1930年代から1960年代までは様々な固定式機器でも使われた。

## 典型的な設計

2気筒ボクサーエンジンのクランクシャフトの運動

水平対向2気筒は静的にも動的にも重量バランスがよくエンジンの振動が小さいうえ、等間隔爆発でトルク変動が少ないために初期のオートバイで広く採用されたが、左右のシリンダーに若干のクランクシャフト方向のずれが生じ、カップリング振動（偶力振動）が発生するため、エンジン単体で完全バランスを達成することは難しいとされる。このずれはV型2気筒ではコンロッドの厚み分だけだが、水平対向2気筒では180°位相のクランクピン2つをつなぐクランクアームの厚み分が加わる。カップリング振動を低減するために、フレデリック・ランチェスターはクランクシャフト同速で逆回転するバランスシャフトを考案した。また、高齋正は、機構が複雑にはなるが、従来のN形のクランクをM形とし、Mの2つの頂点にY形にした一方のコンロッドを取り付け完全にバランスをとった完全水平対向2気筒エンジンを紹介している。

ウェイスティドスパーク点火システム

一般的に使用される点火システムは同時点火システムである。このシステムは、両方の点火プラグを個々の一巡（すなわち圧縮工程と排気工程の両方）で発火させる両頭コイルを使用する単純なシステムである。排気工程での火花は出力には無関係であるため英語圏では「wasted spark（無駄な火花）system」と呼ばれる。本システムはディストリビューターを持たず、単一の断続器とコイルのみを必要とする。

### クランクケース圧
ボクサーツイン構成は、両方のピストンが同時に内向きまたは外向きに動くため、内向きのピストン行程のたびにクランクケースに圧力がかかり、外向きのピストン行程のたびに圧迫が解放される。このクランクケースのポンピング現象（単気筒エンジンや360°並列2気筒エンジンにも見られる）は、通常、クランクケース通気管によって対処される。
シトロエン・2CVのボクサーツインエンジンでは、このポンピング効果を利用してクランクケース内を負圧に保ち、オイルシールの不具合によるオイル漏れを低減している。これは、逆止弁（クランクケースの穴に革やゴム製のフラップを取り付けたもの）を用いて、クランクケース内の空気を外に出し、内に入れないようにすることで実現している。

## 応用

### オートバイ
BMWのオートバイ製造部門であるBMWモトラッドは、伝統的に水平対向2気筒のオートバイを製造し続けている。また、第二次世界大戦頃のBMW製オートバイは中国の長江・CJ-750とロシア（旧ソ連）のIMZ・ウラル、ウクライナ（旧ソ連）のドニエプルとして現在でもコピー製造が行われ、これらの車種にも水平対向2気筒エンジンが搭載されている。

#### エンジン搭載配置
水平対向2気筒エンジンの外形は出力軸方向よりもシリンダー方向の方が長くなるが、ほかの形式のエンジンと同様に出力軸が車両進行方向と直交する配置を横置き、出力軸が車両進行方向と一致する配置を縦置きという。

##### 横置き配置

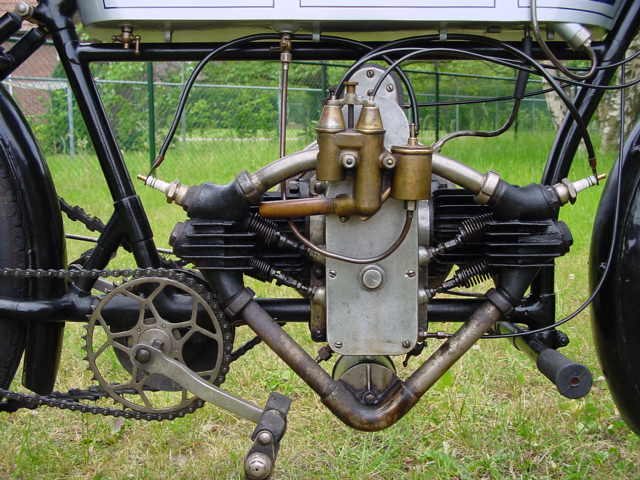
1912年製ダグラス N3の水平対向2気筒。フレームに対して平行にシリンダーが配置されている。

イギリスのダグラスやドイツのヘリオス（BMWの極初期のブランド）、アメリカのハーレーダビッドソンのオートバイに横置き水平対向2気筒が採用された。
車軸と平行にエンジン出力軸が配置されるため、自転車から派生しエンジンに内蔵されたトランスミッションを備えないごく初期のオートバイにおいては、比較的容易に2気筒エンジンを搭載する手段として多用されたが、前側シリンダーと後側シリンダーとの間で走行風の当たり方に差が生じ、冷却のバランスが悪くなる問題があり、オートバイ製造技術の発達と共に廃れていった。

##### 縦置き配置

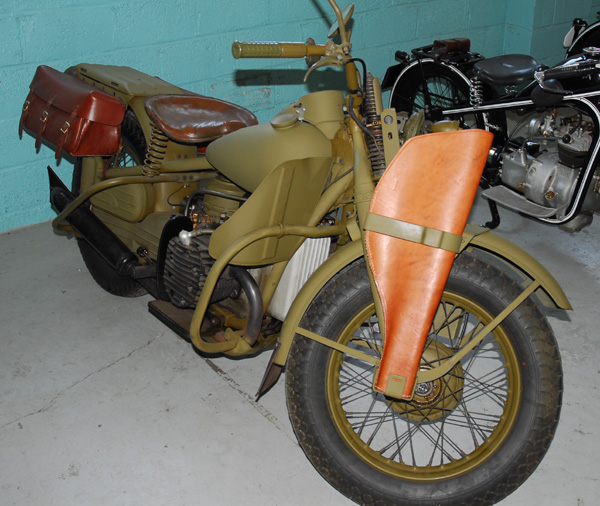
1942年式ハーレーダビッドソン・XA。750ccの水平対向2気筒を縦置きし、V型2気筒のハーレーダビッドソン・WLAと共に第二次世界大戦の戦場を駆け巡った。

1919年、イギリスのABCモーターサイクルは、水平対向2気筒が縦置きされたオートバイを世界で初めて市販した。車軸とエンジン出力軸が平行ではないため回転方向を変更する機構が必要となるが、ABCモーターサイクルはギヤボックスにベベルギアを内蔵させ、ギヤボックスから後輪へはチェーンドライブで駆動力を伝達する構造を用いた。1923年に登場したBMW・R32も、ABCモーターサイクルと同様の手法で縦置き水平対向2気筒を搭載したが、動力伝達方式はシャフトドライブである。
縦置き水平対向2気筒では左右のシリンダーに均等に走行風が当たるため、横置き水平対向2気筒や横置きV型2気筒と比べて冷却効率に優れる利点がある。アメリカのハーレーダビッドソンが軍用オートバイとして開発したハーレーダビッドソン・XAは縦置きレイアウトに加えて、走行風を効率的にシリンダーに導くようにレッグガードを兼ねた導風板が設置された。同時期に戦場に投入された横置きV型2気筒のハーレーダビッドソン・WLAに比べ、高速巡航時のシリンダー潤滑油はXAの方が56度以上低かったという記録が残っている。
また、オートバイが衝突事故を起こした場合にシリンダーがライダーの足を障害物から保護し、転倒した際にもシリンダーが支点となってフレームを保護する効果も発揮する。冬季においては、シリンダーから発生する熱によりライダーの足が温められる効果もある。しかし同時に、このような構成は露出したシリンダーが障害物に激突した際にエンジンが破損して走行不能に陥るリスクや、夏期や熱帯地方においてはライダーの足がシリンダーの高熱にさらされ、場合によっては低温やけどなどの重篤な負傷を負う可能性を常に孕んでいることにもなる また、左右に突出したシリンダーはバンク角に制限を加えるため、充分なバンク角を確保するには車体設計に配慮を要する。

### 自動車
水平対向2気筒は自動車産業が転換期を迎える時期の大衆車でも広く用いられた。代表的なものがフランスのシトロエン・2CVである。また、同じフランスのパナール・ディナXやパナール・ディナZ、フィアット・ヌオーヴァ500のライセンス生産版でオーストリアのシュタイア・ダイムラー・プフが改良したプフ・500、オランダのDAFによるDAF・ダフォディル、西ドイツのBMW・600、イギリスのジュエット製の自動車などでも水平対向2気筒が用いられた。
日本車においてはトヨタ自動車のパブリカ、スポーツ800、ミニエースのほか、ライトバスとコースターのクーラー用サブエンジンにも用いられたU系エンジンや、コニー・360に搭載された空冷水平対向2気筒が代表例である。

### 航空機

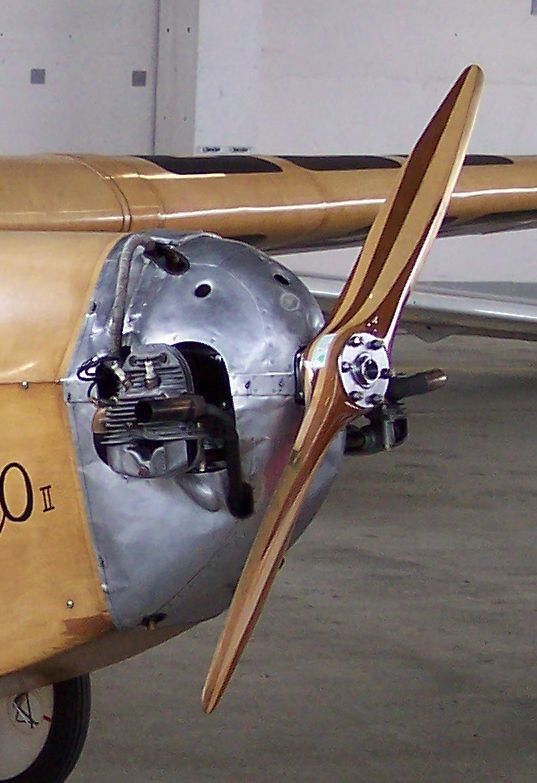
航空機に搭載されたブリストル・チェラブII

1902年、ピアースの単葉機は、趣味の発明家が農場で作った水平対向2気筒エンジンを動力源とした（後に飛行を達成した最初の航空機の1つとなった）。このエンジンは、1本のクランクピンで2つのピストンが作動する珍しい設計（180度V型2気筒に近い）を使用した。1908年、フランスのデュテイユ＝チャルマース社が、2本のクランク軸を逆回転させて使用する水平対向2気筒の航空機用エンジンの生産を開始した。デュテイユ＝チャルマース社のエンジンは、1907年のサントス・デュモンの実験機「サントス＝デュモン・ドゥモワゼル20号」に搭載され、その後、同機はダラック・アンド・カンパニー社とクレメント・バイヤード社の水平対向2気筒エンジンを搭載して生産された。
ほとんどのピストンエンジン航空機は2より多い気筒数のエンジンを使用しているが、1920年代から1930年代の水平対向2気筒の航空機用エンジンには、アメリカの エアロンカ・E-107やエアロンカ・E-113、イギリスのブリストル・チェラブ、チェコスロバキアのプラガ・B2などがある。超軽量機用の油冷式水平対向2気筒としては、HKS・700Eが2019年頃まで生産されていた。また、日本の模型飛行機用エンジンメーカーである小川精機が展開するOSエンジンブランドには、FT-300とFT-160の二種類の空冷水平対向2気筒エンジンがラインナップされている。
大型航空機では、水平対向2気筒エンジンが補助動力装置（APU）に使用されている。1920年代から1930年代にかけて、ABCモーターズが製造したものが有名である。第二次世界大戦中、ドイツのリーデル社は、ユンカースJumo 004、BMW 003、ハインケルHeS 011のジェットエンジン用スターターモーターとして、2ストローク水平対向2気筒エンジンを設計・製造した。

### その他の用途
アメリカの家電製品メーカーであるメイタグには、モデル72と呼ばれる水平対向2気筒エンジンを洗濯機に搭載していた事例がある。
汎用エンジンにもSUBARU（旧・富士重工業）ロビンエンジンに水平対向2気筒モデルEY-80/EY-21が存在した。